# Vojtěch Mencl (historik)
Vojtěch Mencl (18. května 1923 Bratislava – 5. srpna 2012[zdroj⁠?!]) byl český historik zaměřený na československé dějiny po roce 1918 a účastník odboje za druhé světové války.

## Život
Po maturitě v roce 1942 se zapojil do odbojového hnutí v rámci organizace soustředěné okolo osoby Miloše Hájka. Podařilo se mu uniknout zatčení a na jaře 1945 byl aktivním účastníkem bojů v rámci pražského povstání. Po válce vystudoval ekonomii na Vysoké škole politické a sociální a vstoupil do KSČ. V rámci prezenční vojenské služby přednášel na několika školách, aby posléze zakotvil na Vojenské politické akademii, kde zůstal až do sovětské okupace a postupně se vypracoval na vedoucího Katedry československých dějin. Na počátku roku 1968 byl zvolen rektorem, ale jako představitel reformního proudu a jeden z tvůrců nové vojenské doktríny musel posléze akademii zcela opustit, byl vyloučen ze strany a zbaven možnosti vědecky působit.
Za normalizace se angažoval v protirežimní opozici a vydával samizdatový sborník Historické studie. Spolu s kolegy se pod cizím jménem podílel na vzniku knihy Křižovatky 20. století. Světlo na bílá místa v nejnovějších dějinách a stal se spoluzakladatelem a prvním mluvčím Obrody – Klubu za socialistickou přestavbu, jenž se po převratu ve své většině integroval do ČSSD. V následujících letech se Mencl podílel na přípravě programu této strany a byl též předsedou Komise vlády ČSFR pro analýzu historických událostí let 1967–70. Stál v čele Nadace pražské jaro '68 a spolu s kolegy se podílel na vzniku dvoudílné publikace Československo roku 1968. V roce 1990 mu byla udělena čestná hodnost generálmajora v. v.

## Výběr z díla
- Politické boje KSČ a její vývoj v letech 1921–1924 (historická studie). Praha : Naše vojsko, 1958.
- Předpoklady a počátky bojů KSČ za uskutečnění jednotné fronty v Československu. Díl 1 a 2. Praha : Vojenská politická akademie, 1960.
- Praha hrdinská (1844–1960). Praha : Orbis, 1961. (se Z. Šollem a Ž. Richtovou)
- Na cestě k jednotě. Komunistická strana Československa v letech 1921–1923. Praha : Rudé právo, 1964.
- Dny odvahy. Z historie revoluční skupiny Předvoj. Praha : Svoboda, 1966. (s O. Sládkem)
- Vznik a budování Československého státu (1918–1929). Praha : Vojenská politická akademie Klementa Gottwalda, 1968.